# Coenosia oligochaeta
Coenosia oligochaeta är en tvåvingeart som beskrevs av Willi Hennig 1961. Coenosia oligochaeta ingår i släktet Coenosia och familjen husflugor. Inga underarter finns listade i Catalogue of Life.